# Harry Schwarz

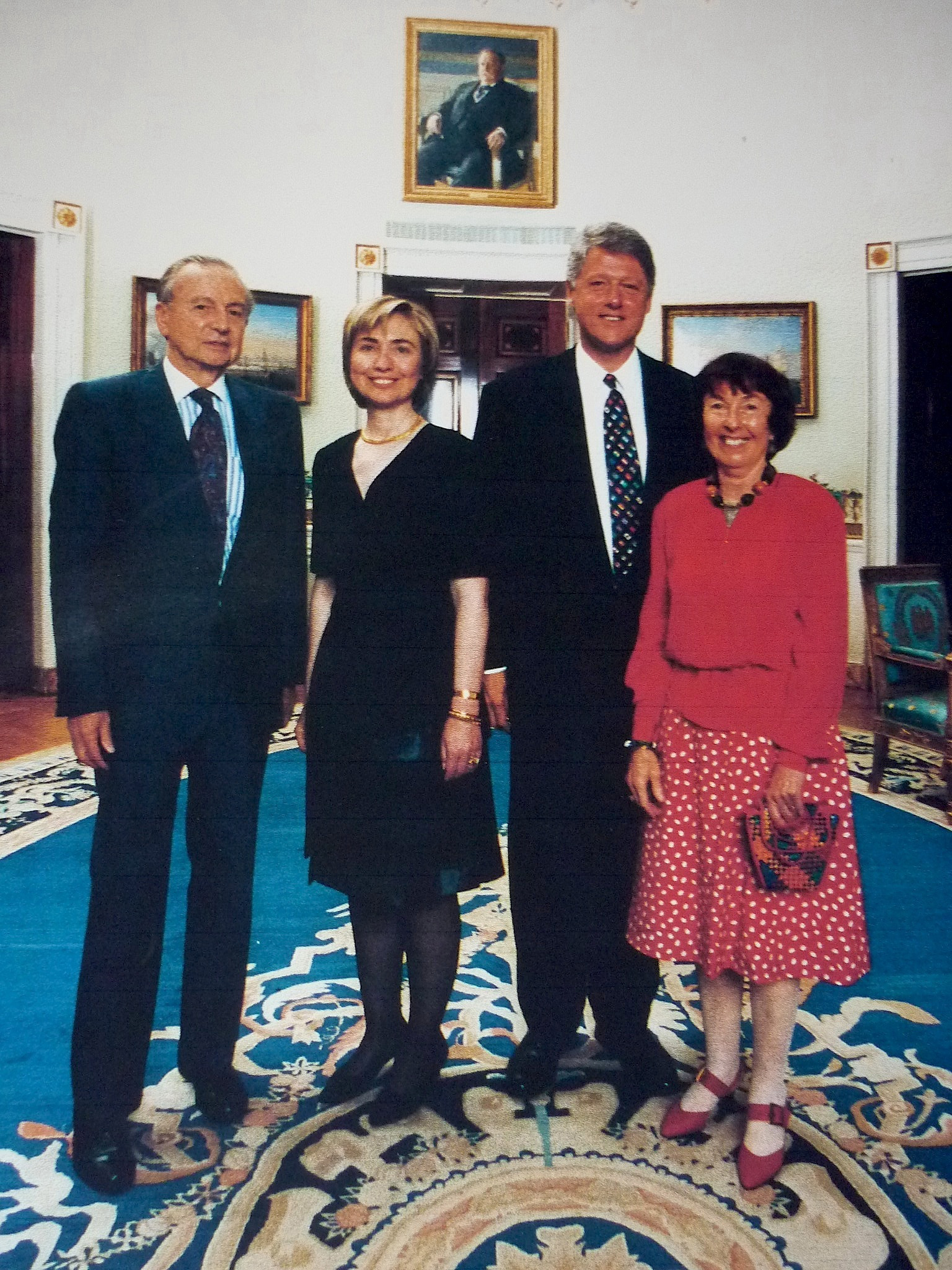
Harry Schwarz (links) mit seiner Frau (rechts), US-Präsident Bill Clinton und Hillary Clinton (1993)

Harry Heinz Schwarz (geboren 13. Mai 1924 in Köln; gestorben 5. Februar 2010 in Johannesburg; geboren als Heinz Schwarz) war ein südafrikanischer Anti-Apartheid-Politiker.

## Leben und Wirken
Heinz Schwarz war ein Sohn des Kaufmanns Fritz Siegfried Schwarz aus Horb und der Kölnerin Alma Schwarz. Sein 1928 geborener Bruder Kurt wurde Chirurg in Neuseeland. Er und seine Familie waren Juden. Sie litten nach 1933 unter der Judenverfolgung durch die Deutschen, so dass sein Vater noch 1933 ins Ausland flüchtete. 1934 gelangte Heinz Schwarz mit seiner Mutter über die Schweiz und Italien nach Südafrika, wo der Vater nunmehr lebte. Schwarz absolvierte dort die Schule und studierte gemeinsam mit dem späteren Präsidenten Nelson Mandela an der Witwatersrand-Universität in Johannesburg Jura.
Im Zweiten Weltkrieg diente Heinz Schwarz in der südafrikanischen Luftwaffe und in der Royal Air Force. Als er eingezogen wurde, befahl sein Ausbilder die Umbenennung in „Harry“, damit er nicht als Deutscher erkannt würde.
Harry Schwarz war 1964 im Rivonia-Prozess einer von Mandelas Verteidigern. Zehn Jahre danach wurde er Parlamentsabgeordneter der United Party. Im selben Jahr unterzeichnete er gemeinsam mit Mangosuthu Buthelezi die Mahlabatini Declaration of Faith, in der ein gewaltfreies Ende der Apartheid gefordert wurde. 1977 verließ er die United Party und wurde Anführer der nur wenige Monate existierenden Reform Party, die in der Progressive Federal Party aufging. Auch dort bekleidete er mehrere hohe Ämter. 1991 wurde er südafrikanischer Botschafter in den Vereinigten Staaten.